# Джо Браянт
Джозеф Вашингтон Браянт (англ. Joseph Washington Bryan; 19 жовтня 1954 — 16 липня 2024) — прозваний «Джелібін» (з англ. «Jellybean»), — колишній професійний американський баскетболіст, зараз тренер баскетбольних команд. Батько атакуючого захисника «Лос-Анджелес Лейкерс» («Los Angeles Lakers») Кобі Браянта. Джозеф був головним тренером «Лос-Анджелес Спаркс» WNBA («WNBA's Los Angeles Sparks») з 22 серпня 2005 року до 4 квітня 2007 року, та повернувся на цю посаду до кінця сезону WNBA 2011 року. Браянт також тренував команди в Італії, Японії і Таїланді.

## Кар'єра баскетболіста
Після участі в баскетбольній програмі в університеті Ла Саль, Браянт був відібраний в першому раунді «Голден Стейт-Ворріорс» («Golden State Warriors») в 1975 році. Проте, до початку сезону його передали команді рідного міста, «Філадельфія Севенті-Сіксерс» («the Philadelphia 76ers»), з якою він грав чотири сезони поспіль. Його команда 1976-1977 років, «Сіксерс», у складі якої були всі зірки НБА, а саме Джуліус Ірвінг, Даг Коллінз та Джордж Макгінніс, дійшла до фіналу НБА, але врешті програла «Портленд Трейл-Блейзерс» («Portland Trail Blazers») чотири гри проти двох. Браянт повернувся на Західне узбережжя, до «Сан-Дієго Кліпперс» («San Diego Clippers»), з якими він грав з 1979 по 1982 рр.
Після фінального сезону НБА з «Х'юстон Рокетс» («Houston Rockets») у 1983 році Браянт відправився до Європи, зігравши сім сезонів в Італії з клубами Італійської ліги А1 та Італійської Ліги А2. Він грав з італійськими клубами AMG Себастіані Ріеті (1984—1986), Віола Реджо-Калабрія (1986—1987), Пістоя (1987—1989) та Реджо-Емілія (1989—1991). Браянт двічі мав 53-очкові ігри з Пістоєю, в сезоні 1987—1988 років.
Джозеф продовжував грати у свої п'ятдесят, з'являючись в декількох іграх за «The Boston Frenzy», молодої американської баскетбольної асоціації.

## Кар'єра тренера
Перша тренерська посада Браянта після повернення з Європи була в 1992—1993 роках — головним тренером жіночої збірної в Академії Івриту Акіба в Нижньому Меріоні, штат Пенсильванія. У червні 1993 року він покинув Акібу і прийняв посаду помічника тренера у своєму альма-матер — університеті Ла Саль. Браянт був тренером «Діаблоса» («Diablos») в сезоні SlamBall 2003 року.
22 серпня 2005 року Браянт, який займав посаду помічника тренера команди «Лос-Анджелес Спаркс» («Los Angeles Sparks») в Жіночій національній баскетбольній асоціації (WNBA), був призначений головним тренером «Спаркс», змінивши попереднього тренера (і колишнього товариша по команді «Сіксерс») — Генрі Біббі. Під час сезону 2006 року він вивів «Спаркс» до рекорду 25–9. Однак у квітні 2007 року Браянт був замінений головним тренером «Спаркс» Майклом Купером, який раніше очолював команду в 1999—2004 роках.
Браянт провів сезон 2007—2008, тренуючись у «Токіо Апачі» («Tokyo Apache»), в професійній лізі Японії з баскетболу — японській Лізі БД.
3 липня 2009 року він підписав контракт зі своїм першим італійським клубом Себастіані Ріеті. У січні 2012 року він став тренером клубу «Кобри Бангкоку» («Bangkok Cobras») в Лізі баскетболу АСЕАН (ABL). Браянт також обіймав посаду головного тренера «Різінга Фукуока» («Rizing Fukuoka»).

## Особисте життя
У 1975 році Браянт одружився з Пем Кокс, сестрою колишнього гравця НБА Чуббі Кокса. Син Браянта, Кобі, виграв п'ять чемпіонатів НБА з «Лос-Анджелес Лейкерс». Браянт також має дві сестри — Шаріат і Шаю. Через свою дружину Пам, він є дядьком професійного баскетболіста Джона Кокса IV.
26 січня 2020 року Кобі Браянт загинув через падіння вертольота, разом із 13-річною внучкою Браянта Джіанною та сімома іншими людьми.